# Пантоевая кислота
Пантоевая кислота — 2,4-дигидрокси-3,3-диметилбутановая кислота. Является α-оксикислотой, которая входит в состав некоторых биологически активных соединений. В частности, амид пантоевой кислоты и β-аланина называется пантотеновой кислотой (витамин B5) и является центральным компонентом кофермента А. Амид пантоевой кислоты с ГАМК — это фармацевтический препарат гопантеновая кислота.